# 弗朗西斯·X·苏亚雷斯
弗朗西斯·哈维尔·苏亚雷斯（英語：Francis Xavier Suarez，/swɑːˈrɛz/；1977年10月6日—）为美国律师及政治人物，后成为第43任迈阿密市长。他于2017年11月7日以86%的得票率首次当选，后于2021年11月2日以78%的得票率再度当选。尽管苏亚雷斯登记党派为共和党，但他每次都是以无党派的身份参加迈阿密市长选举的。